# エドワード・G・サイデンステッカー
エドワード・ジョージ・サイデンステッカー（Edward George Seidensticker, 1921年2月11日 - 2007年8月26日）は、日本文学作品の翻訳を通して、日本の文化を広く紹介したアメリカ合衆国の日本学者・翻訳家。正確には「サイデンスティッカー」だが、敬意と親しみを込めて「サイデンさん」などと呼ばれることもある。

## 生涯
コロラド州デンバー近郊にあるキャッスルロック の農家に生まれる。父方はドイツ系プロテスタント、母方はアイルランド系カトリックの出自。
コロラド大学で経済学を専攻したが、中途で英文学専攻に変更。アメリカ海軍日本語学校で日本語を学んだ後、第二次世界大戦に従軍。海兵隊師団の通訳士官として硫黄島作戦に参加、没収した日本軍の書類の解読・翻訳にあたる。ハワイを経て、戦後は佐世保に勤務。闇市の取り締まりなど占領政策にかかわる勤務だった。1946年、終戦処理の任務を終えて帰国。帰米後、コロンビア大学で公法及び行政学の修士号を取得。テーマは「近衛文麿日記」だった。
外交官試験に合格して、1947年に国務省外交局へ入り、イェール大学とハーヴァード大学に出向し、日本語の訓練を重ねる。当時まだ日本にアメリカ大使館が存在しなかったため、連合軍最高司令長官付外交部局の一員として、1948年に再来日する。日本財閥の現状調査を1950年まで担当した。

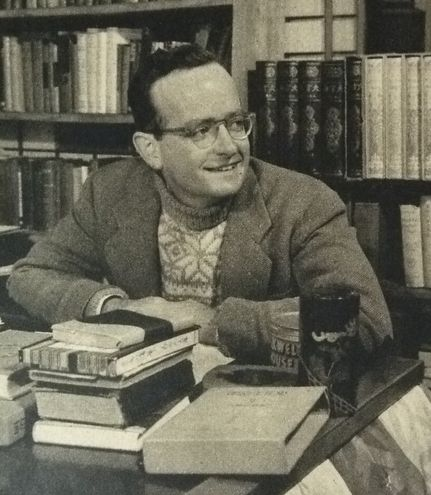
1955年

1950年に退官すると、5年間東京大学に籍を置いて吉田精一のもとで日本文学を勉強した。その時の友人が、直木賞作家の高橋治。池田亀鑑の「源氏物語」の読書会にも参加、同会には歌人の五島美代子も参加していた。
卒業後は上智大学で教鞭をとりながら翻訳家として活躍した。
1958年、ソ連政府がボリス・パステルナークのノーベル文学賞授与を辞退させた際の、日本ペンクラブのソ連政府寄りの姿勢を、1959年2月にアイヴァン・モリス、ヨゼフ・ロゲンドルフとの3名で、批判するコメントを発表した。日本人作家では平林たい子がそれに同調した。また、来日してペンクラブの会合に出席することを予定していたアーサー・ケストラーは、日本ペンクラブの姿勢を批判して、訪日後の会合への出席をことわった。
1962年の帰国後、スタンフォード大学の教員となり、1964年から教授。1966年からミシガン大学極東言語・文学部教授。1977年コロンビア大学教授として日本文学を講じ、アンソニー・チェンバースのような後進を育てた。1986年からコロンビア大学名誉教授。1991年、メリーランド大学名誉文学博士。
また、1950年代から谷崎潤一郎、川端康成、三島由紀夫ら日本の文学作品を英訳し、結果的に3人をノーベル文学賞の選考過程の場に引きあげることに貢献。さらにアーサー・ウェイリーに続く二度目の『源氏物語』の英語完訳も行った。
英訳された『雪国』などにより、日本人初のノーベル文学賞を受賞した川端は、日本語で書いた自作が世界で読まれ評価されたのは訳者であるサイデンステッカーの貢献が大きいとし、「ノーベル賞の半分は、サイデンステッカー教授のものだ」と賞金を半分渡している。また、川端からストックホルムでの授賞式に一緒に行ってくれるよう頼まれ同伴している。2010年代以降に公開された1960年代のノーベル文学賞の選考資料では、サイデンステッカーは、同じく日本文学研究者であるドナルド・キーンとともに、選考委員から日本人文学者についての参考意見を求められていたことが明らかになっている。キーンとは個人的にも親交が深く、東大在学中は彼を家に宿泊させており、コロンビア大学で、春学期はキーンが、秋学期はサイデンステッカーが教鞭を取っていたとされる。
2006年、日本への永住を決意して東京の湯島を生活の拠点とする。だが、翌2007年4月26日、不忍池を散歩中に転倒して頭部を強打、そのまま意識を失って入院し、4カ月間の療養の甲斐もなく8月26日に死去した。86歳没。

## 受賞・栄典
- 1971年：『山の音』の翻訳で第22回全米図書賞翻訳部門受賞。
- 1971年：文部大臣表彰[2]。
- 1975年：勲三等旭日中綬章受章。
- 1977年：「源氏物語」の全訳により[2]菊池寛賞受賞[1]。
- 1981年：五島美代子賞受賞[1]（立春短歌会の賞）[11]。
- 1985年：東京都文化賞受賞[2]。
- 1991年：第10回山片蟠桃賞受賞[1]。

## 死後の顕彰
没後、終戦直後に赴任した佐世保に近く、思い出の地の一つである伊万里市の伊万里市民図書館に、遺品約500点が寄贈された。

## 著作物
- "Japan" (New York:Time inc, 1961).
- 『日本語らしい表現から英語らしい表現へ』那須聖との共著、培風館 1962
- 『現代日本作家論』佐伯彰一訳 新潮社 1964
- "Kafū the Scribbler: the life and writings of Nagai Kafū, 1879-1959" (Stanford University Press, 1965).
- 『異形の小説』安西徹雄編訳、南窓社、1972
- 『湯島の宿にて』安西徹雄訳、蝸牛社、1976
- 『日本語とわたし』（Japanese and I）渡部昇一・安西徹雄編注、朝日出版社、1977
- "Genji Days", 1977 
  - 『源氏日記』安西徹雄訳、講談社、1980
- 『日本人とアメリカ人』（Japanese and Americans）海老根宏編注、朝日出版社、1978（教科書版）
- 『私のニッポン日記』安西徹雄訳、講談社現代新書、1982
- "Low city, high city: Tokyo from Edo to the earthquake", 1983
  - 『東京 下町・山の手』安西徹雄訳、TBSブリタニカ、1986。ちくま学芸文庫 1992／講談社学術文庫 2013
- 『西洋の源氏 日本の源氏』笠間書院、1984
- "Tokyo rising: the city since the great earthquake", 1990
  - 『立ち上がる東京』安西徹雄訳、早川書房、1992
- 『日本との50年戦争 ひと・くに・ことば』安西徹雄訳、朝日新聞社、1994
- 『好きな日本 好きになれない日本（Lovable Japan,less lovable Japan）』 廣済堂出版、1998
- 『流れゆく日々 サイデンステッカー自伝』安西徹雄訳、時事通信、2004
- 『谷中、花と墓地』みすず書房、2008（自身による日本語著作）

### 編著
- （松本道弘との共編）『日米口語辞典』朝日出版社、1977（のち最新版）
- 『私の東京』百瀬博教との共著、富士見書房、1989
- 『世界文学としての源氏物語 サイデンステッカー氏に訊く』伊井春樹編、笠間書院、2005

### 翻訳
- "The Kagerō Nikki: Journal of a 10th Century Noblewoman"、1955（『蜻蛉日記』、のち "The Gossamer Years: the Diary of a Noblewoman of Heian Japan"と改題）
- "Japanese Music and Drama in the Meiji Era"、(小宮豊隆著, Obunsha, 1956)
- "Some Prefer Nettles" (谷崎『蓼喰ふ蟲』, Knopf, 1955）.
- "Snow Country" (川端『雪国』, C.E.Tuttle , 1956）.
- "The Makioka Sisters"（谷崎『細雪』, Knopf, 1957）.
- "Thousand Cranes"（川端『千羽鶴』, 1958）.
- "The Izu Dancer"（川端『伊豆の踊子』, 1964）.
- "Lou-lan"（井上靖『楼蘭』, 原書房, 1964）.
- 『時間』（横光利一）原書房、1965
- "The Hateful Age"（丹羽文雄『厭がらせの年齢』, 原書房, 1965）.
- "A Strange Tale from the East of the River" （荷風『濹東綺譚』, C.E. Tuttle , 1965）.
- "Japan, the Beautiful and Myself" (川端『美しい日本の私―その序説』ノーベル賞受賞講演)．講談社現代新書、1969
- "House of the Sleeping Beauties" (川端『眠れる美女』, 1969）.
- "Sound of the Mountain" (川端『山の音』, 1970）.
- "The Master of Go" （川端『名人』, 1972）.
- "The Decay of the Angel" （三島『天人五衰』, 1975）.
- "The Tale of Genji" (Knopf, 1976).
- "YOU WERE BORN FOR A REASON" （明橋,伊藤『なぜ生きる』（監修））.